# Clubkino Siegmar

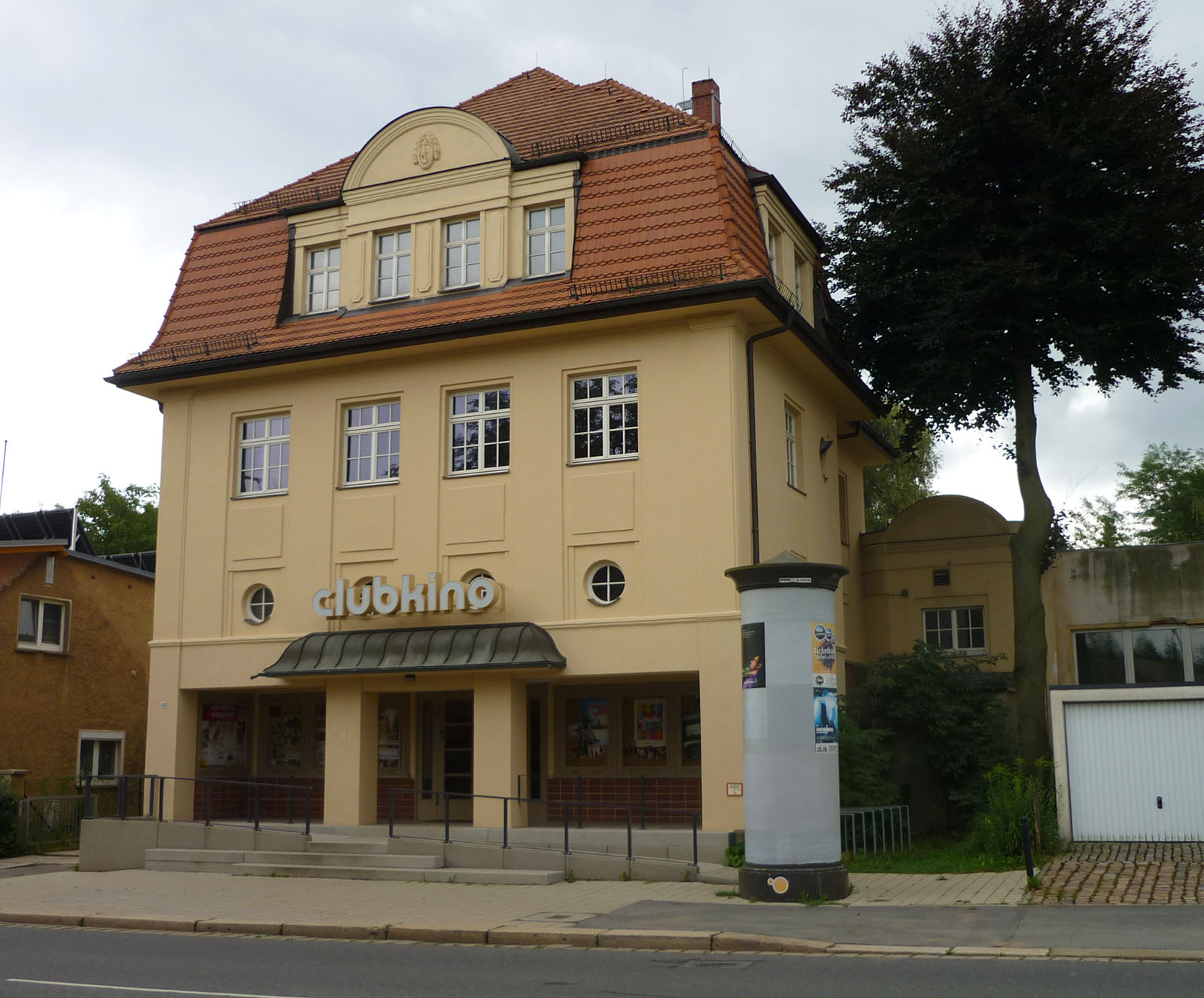
Clubkino Siegmar 2012

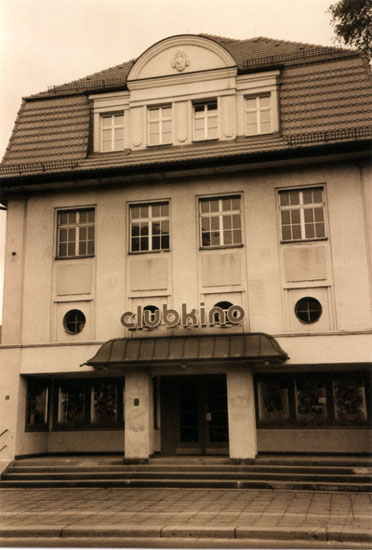
Clubkino Siegmar 1998

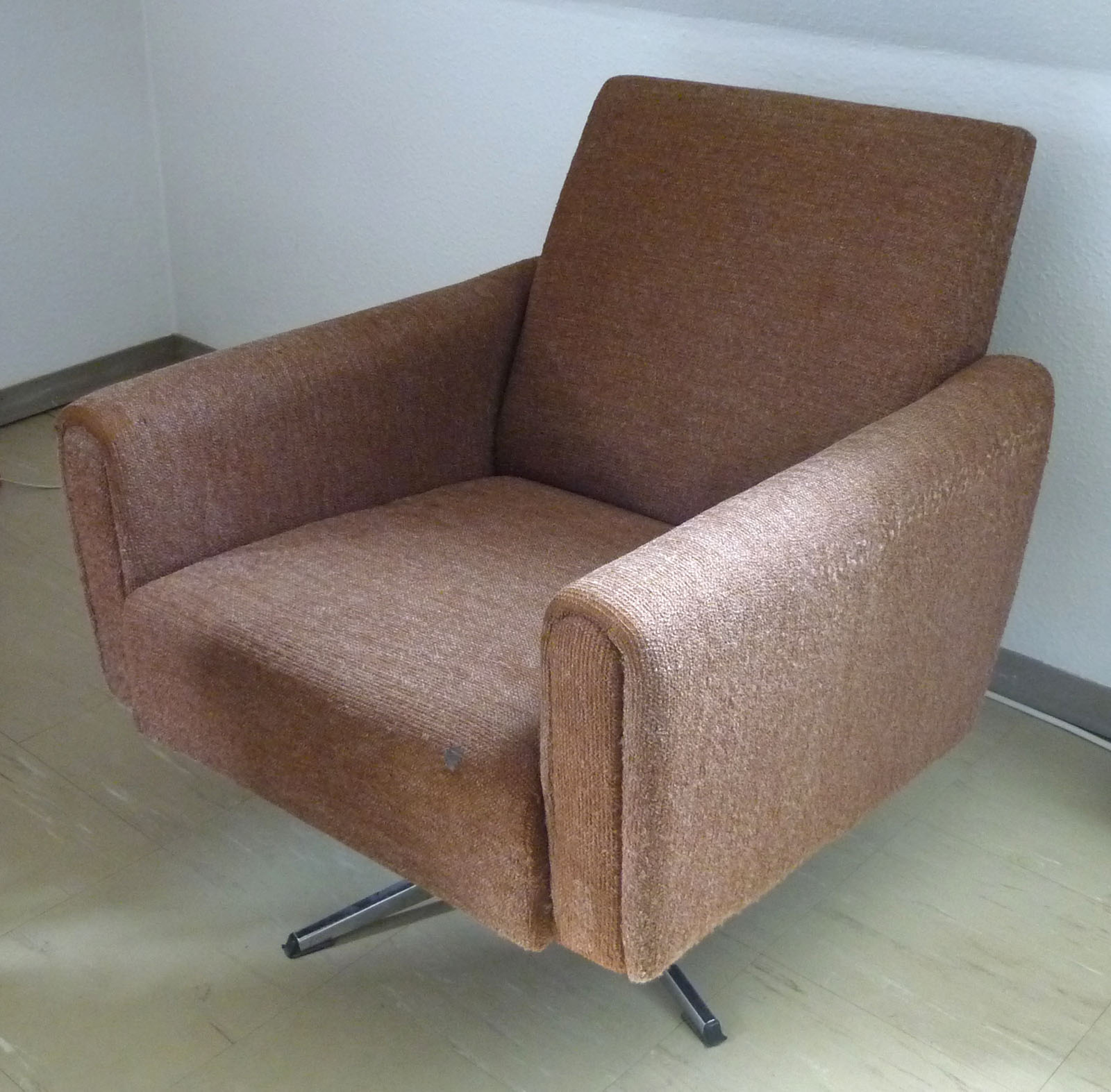
Originalsessel des Clubkinos Siegmar, heute in einer Privatwohnung

Das Clubkino Siegmar ist das einzige täglich spielende Programmkino in Chemnitz. Es befindet sich im Stadtteil Chemnitz-Reichenbrand in einem denkmalgeschützten Jugendstil-Gebäude mit Saalanbau. Das mehrstöckige „Medien-Haus“ beherbergt nicht nur zwei Kinosäle (180 und 30 Plätze), sondern auch die Chemnitzer Filmwerkstatt (Medienpädagogik und Filmproduktion), ein Café und ein Fotolabor.
Das Clubkino Siegmar gehört zu den wenigen DDR-Klubkinos, die die politische Wende 1989/90 überlebten. Typisch für diese Kinoform sind ihre geringe Platzanzahl, Drehsessel, die sich zum großen Teil um Tische gruppieren, und die Theke direkt an der Rückwand des Saales. Die Kinosäle verfügen in der Regel nicht über eine stetige Steigung, sondern sind terrassenförmig angelegt. Mitarbeiter des DDR-Lichtspielwesens erdachten diese speziellen Kinos in den 1970er Jahren, um dem starken Besucherrückgang etwas entgegenzusetzen, mehr Service und Kinoerlebnis anzubieten und höhere Einnahmen zu erzielen.
Das Clubkino Siegmar zeigt hauptsächlich aktuelle europäische und amerikanische Arthouse-Filme. In regelmäßigen Abständen werden auch die neuen Produktionen der Chemnitzer Filmwerkstatt auf der großen Leinwand präsentiert. Die Kinomacher erfüllen zudem Filmwünsche ihrer Gäste. Jährlich werden rund 250 Filme in 2150 Vorstellungen gespielt. Für sein „gutes Jahresfilmprogramm“ erhielt das Kino 1996, 1997 und 1998 jeweils eine Urkunde vom Beauftragten der Bundesregierung für Angelegenheiten der Kultur und der Medien. Im Jahr 2001 wurde dem Clubkino der Hauptpreis beim „Kinopreis des Kinematheksverbundes“ (Kategorie Städte über 250.000 Einwohner) zuerkannt, verbunden mit 10.000 Mark Siegprämie. Das Jahr 2011 war mit über 40.000 Zuschauern das besucherstärkste seit der Wende.

## Geschichte
Das Jugendstil-Vorderhaus, in dem sich heute Kasse, Büro, Vorführräume, Filmwerkstatt und Fotolabor befinden, errichtete die Familie Koppe, eine Puppenspielerfamilie, im Jahr 1914 oder 1915. Während sie im Obergeschoss wohnte, nutzte sie das Erdgeschoss für einen (Süßwaren-?)Laden und Puppentheateraufführungen. Seit den 1920er Jahren zeigten die Koppes Stummfilme und nannten ihr Lokal „Koppes Lichtspielhaus“. Herr Koppe agierte auch als Kinoerzähler.
1937 bauten die Koppes mit finanzieller Unterstützung der Stadt Siegmar-Schönau den noch heute genutzten Saal an der Hausrückseite an. Das nun „Lichtspielhaus Capitol“ genannte Filmtheater wurde am 26. November 1937 eröffnet. Das Kino verfügte über rund 600 Plätze in Parkett und Loge, eine Bühne und eine Beleuchtungsanlage. Damit eignete es sich für vielfältige Veranstaltungen. Sieben Angestellte arbeiteten 1941 im Kino.
Das „Capitol“ spielte im Zweiten Weltkrieg wahrscheinlich ununterbrochen, abgesehen von kriegsbedingten Einschränkungen wie frühe Schließzeiten. Durch die Bombenangriffe am 11. September 1944 und 2. März 1945 wurde das Kino stark beschädigt, aber wieder instand gesetzt.
Im Dezember 1945 wurde dem Besitzer Koppe zunächst wegen „politischer Unzuverlässigkeit“ der Gewerbeschein entzogen, per 1. Januar 1949 fiel gemäß Lichtspieltheatergesetz vom 10. Dezember 1948 das Kino an das Land Sachsen. Koppe wurde für die Enteignung finanziell entschädigt.
Ende der 1940er Jahre organisierten acht Angestellte wochentags zwei, sonntags zwei bis drei Vorstellungen. Das Kino bot damals 577 Plätze (37× Loge, 90× Sperrsitz, 180× I. Platz, 270× II. Platz). Die Logen entfernte man Anfang der 1960er Jahre, gleichzeitig wurden die Sitzplätze neu angeordnet. Auch eine nach den Kriegsschäden jahrzehntelang unverputzte Außenwand wurde in dieser Zeit renoviert.
Während des Winters 1981/1982 baute die Bezirksfilmdirektion Karl-Marx-Stadt das marode Filmtheater „Capitol“ zum Klubkino um. Von den ehemals 580 Plätzen blieben 100 übrig, angeordnet um Tische auf fünf Terrassen. An der Saalrückwand wurde ein Tresen eingezogen, vor der Leinwand eine Bühne errichtet, die Raumtextilien erneuert. Am 20. April 1982 wurde das ehemalige „Capitol“ als drittes Klubkino im Bezirk Karl-Marx-Stadt wiedereröffnet. Die Feier war Teil des II. Nationalen Spielfilmfestivals der DDR.
Nach der Wende wurde das Lichtspielhaus zunächst von der Stadt Chemnitz betrieben, nach heftigen Debatten um Schließungspläne übernahm schließlich 1996 die Chemnitzer Filmwerkstatt das Kino.

### Theaterleiter
- Richard Koppe (bis 1945)
- Albert/Bruno König (1946–?)
- Rudi Marschhauser
- Lisbeth Rosner (–1970)
- Harald Reibetanz (1970–1990)
- Rüdiger Oertel (1990–1993)
- Herr Jahn (Sommer 1993)
- Thilo Götz (seit September 1993)